# Mercer (azienda)
Mercer fu un costruttore statunitense di automobili attivo dal 1909 al 1925. È noto per le auto performanti, specialmente per la Mercer Type 35 Raceabout.

## Storia

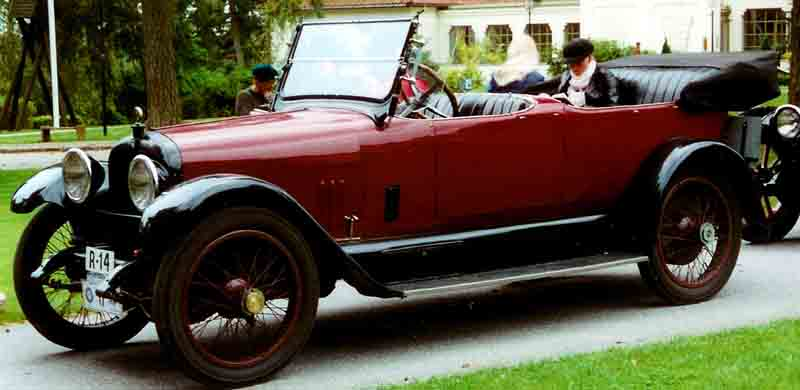
1916 Mercer 22/72 Touring

C'era un notevole talento e sostegno per la Mercer Automobile Company; vi furono Ferdinand Roebling, figlio di John A. Roebling, che era il presidente, e suo nipote Washington A. Roebling II era il direttore generale. I Roebling ebbero un grande successo con la produzione di funi metalliche e sospensioni a balestra; l'ingegneria non era una novità per loro. Il segretario-tesoriere era John L. Kuser, che, con i fratelli Frederick e Anthony, aveva accumulato una fortuna dalle banche, dall'imbottigliamento e dalla produzione di birra.
Washington A. Roebling II era amico con William Walter, che fu un costruttore di automobili in piccola serie in New York City. I Kuser furono proprietari di una distilleria a Hamilton (New Jersey), e comprarono la Walter nel 1906. Walter fu indebitato e nel 1909 Roebling e Kuser comprarono in fase di liquidazione. Cambiarono la società in Mercer, dal nome di  Mercer County, New Jersey. Talenti nella progettazione e nei piloti ne determinarono il successo.

## Type 35R Raceabout

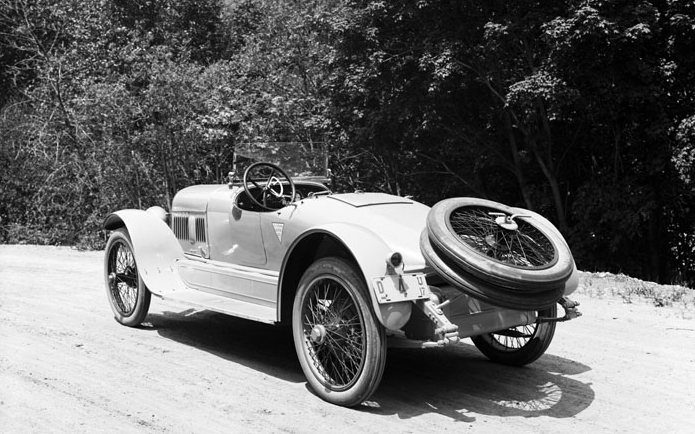
1917 Mercer Raceabout

Il risultato fu una delle automobili sportive più ammirate dell'epoca, la Type-35R Raceabout del 1910, due posti stripped-down, speedster, progettata per essere "safely and consistently", sicura e robusta a oltre 70 mph (110 km/h). Raggiungeva le 90 mph (140 km/h). Il motore della Raceabout 4 cilindri in linea di 293 pollici cubi (4.800 cc) e sviluppava 55 cavalli (41 kW) a 1.650 g/min. Vinse 5 delle sei gare del 1911, perdendo solo la prima Indianapolis 500. Centinaia di vittorie seguirono. Il Raceabout divenne uno dei migliori purosangue da corsa dell'epoca, molto ambito per la sua costruzione di qualità e l'eccezionale maneggevolezza.
Nel 1914, durante una gara a Elgin, Illinois, due Raceabout si scontrarono e si distrussero. Spencer Wishart, un campione abituato a gareggiare con camicia e cravatta, rimase ucciso assieme al suo meccanico, John Jenter. Questo fece interrompere le gare della casa madre. I progettisti lasciarono la casa madre lo stesso anno.
Nel febbraio 1914, Eddie Pullen, che lavorò in fabbrica dal 1910, vinse la American Grand Prize di Santa Monica (California), guidando per 403 miglia (649 km) una Raceabout. Lo stesso anno, Eddie vinse anche The Corona Road Race presso Corona (California), il 26 novembre. Per la vittoria della 300 miglia (480 km), Pullen vinse $4.000 e anche $2.000 per un nuovo record raggiunto. La velocità media di 86.5 mph (139.21 km/h) infranse il vecchio record di 78.72 mph (126.69 km/h) detenuto da Teddy Tetzlaff a Santa Monica nel 1912.
Un modello similare del 1913 Mercer Raceabout, noto come Model 35J, è presente Simeone Foundation Automotive Museum in Philadelphia, PA, USA.

## Dismissione
Nell'ottobre 1919, dopo la morte dell'ultimo fratello Washington A. Roebling II morto nel 1912 sul Titanic, la compagnia fu acquisita da una società di Wall Street che mise a capo della azienda l'ex vicepresidente della Packard, Emlem Hare, che organizzò la Mercer sotto il marchio Hare's Motors. Hare decise l'espansione dell'azienda acquisendo la Locomobile & Crane-Simplex. Nel giro di pochi anni, la recessione spinse la società in crisi. Locomobile fu liquidata e rilevata dalla Durant Motors nel 1922, e Mercer produsse l'ultimo veicolo nel 1925, dopo che ne furono costruiti circa 5.000.
Un tentativo di far rivivere il marchio nel 1931 permise di costruire soli 3 veicoli.
La società come marchio è posseduta da Fred Hoch della Schaeffer & Long.